# Charles Horace Mayo
Pour les articles homonymes, voir Mayo.
Charles Horace Mayo, né le 19 juillet 1865, décédé le 26 mai 1939, est un médecin américain, fils de W.W. Mayo et cofondateur de la Mayo Clinic, surnommé Dr Charlie.

## Biographie
Après avoir obtenu son diplôme de la Feinberg School of Medicine à la Northwestern University en 1888, il rejoint son père, William Worrall Mayo et son frère aîné William James Mayo à Rochester (Minnesota) pour pratiquer une médecine de groupe dont ils sont les pionniers. En 1889, les trois docteurs Mayo ouvrent le premier hôpital général du sud-ouest du Minnesota. La Mayo Clinic devient rapidement une institution de soins et de recherche reconnue. Du vivant de ses fondateurs, elle atteint le chiffre d'un million de patients traités.
Dans la mesure de ses moyens dans le cadre de la pratique générale, Charles Mayo se spécialise dans la chirurgie de la thyroïde et du système nerveux. Il est aussi responsable de l'unité d'hospitalisation d'ophtalmologie à partir de 1908. Il doit s'opposer à son père pour imposer avec son frère la stérilité dans les blocs opératoires. Il est un des premiers utilisateurs des rayons X comme outil de diagnostic.
Comme son père, il est un Franc-maçon actif, initié le 27 janvier 1890 et élevé au grade de Maître de la loge 21 de Rochester, Minnesota le 21 mai 1890.
Il prend sa retraite en 1928 et meurt en 1939, la même année que son frère, William. Son fils Charles William Mayo continue à travailler dans la clinique.

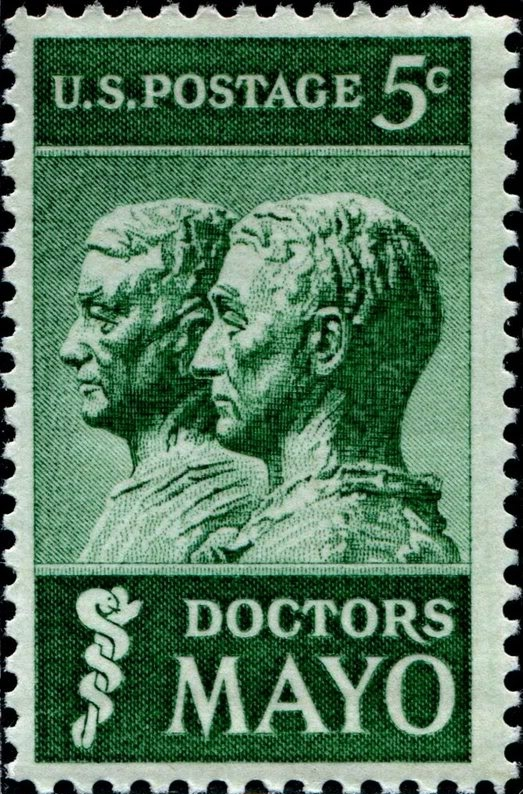
Timbre postal à l'effigie des deux docteurs Mayo-fils